# Guido-Gezelle-Denkmal

Guido-Gezelle-Denkmal
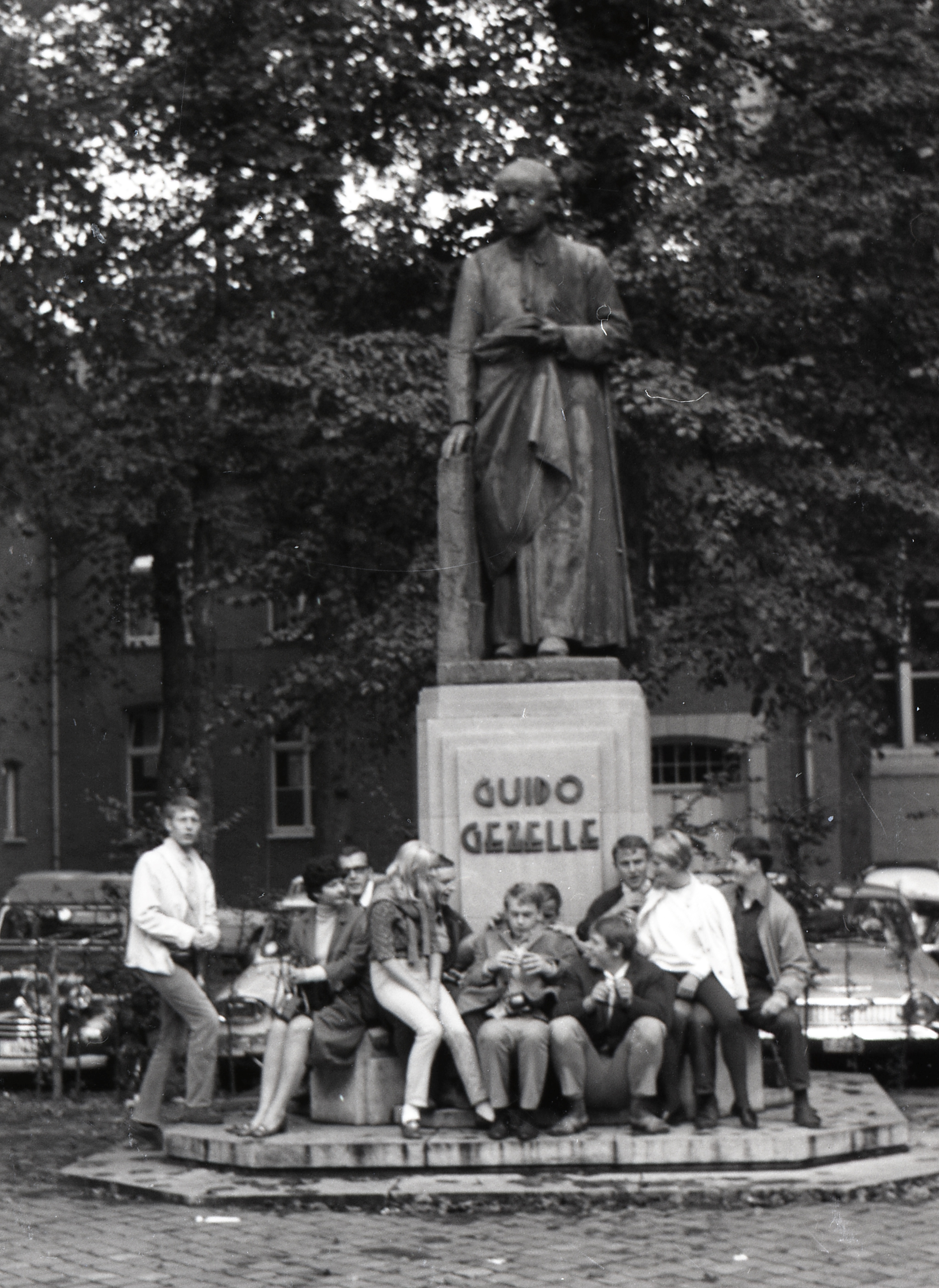
1968
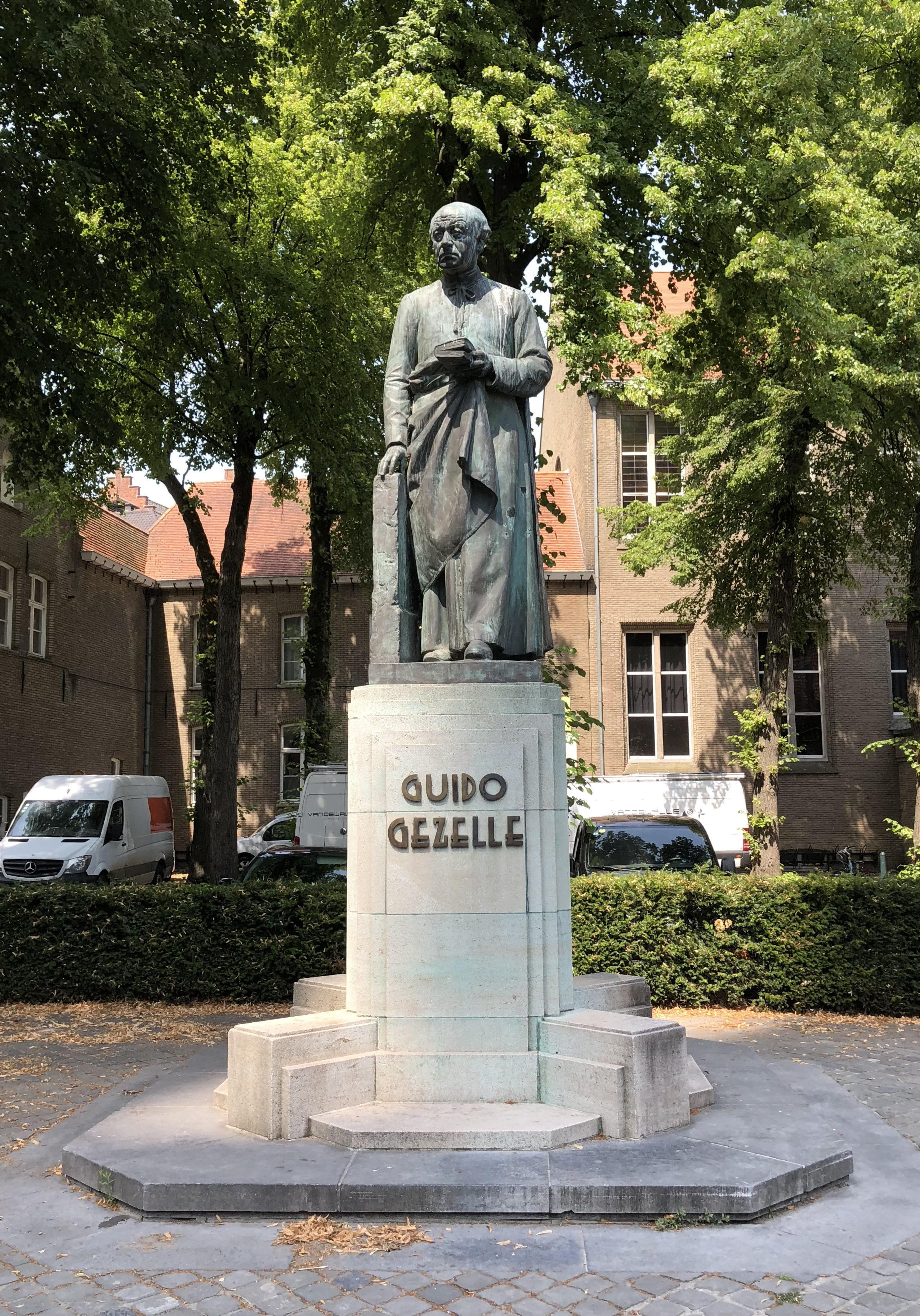
2019

Das Guido-Gezelle-Denkmal ist ein Denkmal für den flämischen Dichter Guido Gezelle (1830–1899) in seiner Geburtsstadt Brügge in Belgien.
Das Denkmal befindet sich im südlichen Teil der Brügger Altstadt auf dem ebenfalls nach dem Dichter benannten Guido Gezelleplein. Südlich des Denkmals befindet sich die Liebfrauenkirche.
Das Denkmal besteht aus einer Guido Gezelle darstellenden Bronzestatue, die auf einem steinernen Sockel steht. Auf der Vorderseite trägt der Sockel die Inschrift:
Die Statue wurde im Jahr 1930 vom belgischen Bildhauer Jules Lagae geschaffen.